# Полозов, Авенир Александрович
Авени́р Алекса́ндрович По́лозов (29 июля 1870, село Поляна, Весьегонский уезд, Тверская губерния — 1 сентября 1935) — русский богослов, иерей, духовный писатель.

## Биография
Родился в семье священника в селе Поляна Тверской губернии. В 1884 году окончил Краснохолмское духовное училище. В 1884 году поступил в Тверскую духовную семинарию, которую окончил в 1890 году. В 1890 году поступил, а в 1894 году окончил Московскую духовную академию со степенью кандидат богословия (XLIX курс). Во время учебы в Московской духовной академии Полозов жил вместе с матерью в Сергиевом Посаде, куда она переехала по своей болезни после смерти мужа. С 1894 года Полозов работал младшим справщиком (корректором) в Московской Синодальной типографии. С 1899 по 1917 год Полозов написал несколько статей и рецензий, изданных в церковных журналах, например, в журнале «Вера и Церковь». В 1902 году избран в пожизненные члены сотрудники ИППО. С 1900 по 1915 год был членом Комиссии по изданию Четьи Миней. Полозов составил полный чин литургии преждеосвященных Даров, утвержденный Святейшим синодом к напечатанию и включению в Служебник. Был священником в церкви Казанской иконы Божией Матери у Калужских ворот в Москве. До 1918 года был секретарём Совета объединенных приходов. 15 мая 1918 года отрядом вооруженных латышей и китайцев за протест против закрытия церковно-приходской школы, которой он заведовал был арестован и отправлен в Таганскую тюрьму, где находился несколько месяцев. 15 января 1920 года Губернским революционным трибуналом был приговорён к 10 годам тюрьмы  за организацию контрреволюционного общества под названием «Совет объединенных приходов» (Дело Самарина-Кузнецова). В 1920 году, избежав ареста за брошюры о необходимости преподавания Закона Божия в школах и за пропаганду церковного набатного звона, скрылся. Объявлен в розыск.
Скончался 1 сентября 1935 г. Похоронен на Даниловском кладбище.

## Сочинения
- Экономический материализм и религия / Свящ. А. А. Полозов. — М.: тип. М. М. Борисенко, 1903. — 78 с.
- Интеллигенция и церковь Архивная копия от 11 января 2017 на Wayback Machine / Свящ. А. Полозов. — М.: тип. Штаба Моск. Воен. окр., 1905. — 56 с.